# El Buixaus
El Buixaus és una masia habilitada pel turisme rural d'Arbúcies (Selva) inclosa a l'Inventari del Patrimoni Arquitectònic de Catalunya.

## Descripció
La casa del Buixaus és un edifici de dues plantes amb vessants a laterals i cornisa catalana. Està formada per un conjunt de dependències que la fan complexa. Ha estat restaurada modernament preservant alguns dels elements originals. Les obertures són rectangulars i a la façana principal, la porta té llinda recta de pedra monolítica, com la finestra del damunt. Pel que fa a les altres obertures de la façana són amb llinda de fusta i envoltades de rajol. Cal destacar l'escala que dona accés a l'entrada principal, formada amb la mateixa pedra del terra. Els interiors de l'edifici estan totalment reformats per a les necessitats actuals, ja que s'ha convertit en una casa de turisme rural.
L'edifici principal, està envoltat d'altres cossos de diferents nivells però seguint la mateixa tipologia, amb obertures rectangulars, algunes envoltades en pedra d'altres amb rajol i llinda de fusta.
Prop de la casa hi trobem el porxo, el galliner, una piscina i la bassa. També hi ha un arbre declarat Càdec monumental per la Generalitat de Catalunya l'any 1991.

## Història
Apareix documentada en el Cadastre de 1800 i seguidament en el llistat de les cases de pagès del rector elaborat al 1826.
Documentada en el mapa de Juli Serra de 1890.
En el padró de 1883 hi consta una família de cinc membres, en el de 1940 hi consten tres habitants.